# استئصال ليزر الكويكب
استئصال ليزر الكويكب هو طريقة لتحريف الكويكبات، والتي تنطوي على استخدام مجموعة الليزر لتغيير مدار الكويكب. يعمل الاستئصال بالليزر عن طريق تسخين مادة كافية للسماح للمواد الغازية بالخروج، واما من خلال التسامي (الصلب إلى الغاز) أو التبخر (السائل إلى الغاز)
أما بالنسبة لمعظم الكويكبات، تحدث هذه العملية بين (2700 – 3000) كلفن، (2430-2730) درجة مئوية، (4400 – 4940) فهرنهايت.
وتخلق مادة الطرد ضغط قوي متواصل يمكن ان يغير مسار الكويكب على مدى فترة زمنية طويلة.
كدليل على المفهوم على نطاق صغير، ترافيس براشيرز، باحث في مختبر علم الكون التجريبي بجامعة كاليفورينا في سانتا باربرا، بقيادة الدكتور فيليب لوبين، قد تحقق بالفعل تجريباً من ان الاستئصال بالليزر يمكن ان يزيل ويدور كويكباً.
وهنا يتم إجراء المزيد من الاختبارات والتطوير لهذه الطريقة من قبل مجموعات في جامعة كاليفورنيا في سانتا باربرا، ناسا، وجامعة سترا ثكلايد.

## ضرورة انحراق الكويكب
البشر المعاصرون، أو الإنسان العاقل، موجودون منذ حوالي 200.000 سنة. وبالمقارنة، بقيت الديناصورات على الأرض لأكثر من 100 مليون سنة قبل أن يمحوها كويكب chixculub .
ولا يزال من المحتمل أن تشكل الكويكبات تهديداً خطيراً لكل مدينة رئيسية على وجه الأرض.
نيزك تشيليا بيسك: في فبراير 2013 , انفجر نيزك تشيليا بيسك على ارتفاع 300 كيلومتر فوق غرب روسيا. ويقدر أن النيزك يزن حوالي (15 * 106) رطل، وقدرت مسافتها 15 كم/ثانية أي (40.000) ميل في الساعة ودخلت الغلاف الجوي للأرض بزاوية 20 درجة.
وكان الانفجار بين 20 – 30 مرة أقوى من القنبلة التي القيت على هيروشيما. أدت موجة الصدمة الناتجة عن كسر النوافذ على الأرض واصابة حوالي 1500 شخص.
وبسبب زاوية النيزك الضحلة نسبياً انفجرت عالياً في الغلاف الجوي للأرض. ومع ذلك، لو وصل النيزك إلى سطح الأرض أو انفجر في الغلاف الجوي لكان من الممكن ان تكون النتائج كارثية.
مرحلة الكشف:
```
على الرغم من جهود وكالة ناسا للكشف عن الاجسام القريبة من الأرض (NEO'S), لم يتم الكشف عن نيزك تشيليا بيسك.
```

وفي السنوات الأخيرة، قامت ناسا، بالشراكة مع وكالة الفضاء الأوروبية، بزيادة جهودها لتتبع جميع الاجسام القريبة من الأرض مع امكانية عبور مدار الأرض.
وتمتلك وكالة ناسا على موقعها على الإنترنت قائمة عامة بجميع الاجسام القريبة من الأرض المعروفة التي تمثل خطراً محتملاً على التأثير.
ومع ذلك، تظل القائمة غير مكتملة ولا يزال السؤال عما يجب القيام به في حالة حدوث تأثير دون اجابة.
سياسة الانحراف
```
الاستئصال بالليزر طريقة واعدة لأنها تسمح بإعادة توجيه إلى قطع اصغر، كل منها قد يشكل تهديده الخاص للأرض. ويعد التأثير النووي طريقة مقترحة لتحريف الكويكبات، ولكنه أقل واعدة من الاستئصال بالليزر لأسباب سياسية وتقنية على حد سواء:
```

1-	يمكن أن يؤدي تفجير كويكب إلى إنشاء العديد من أجزاء الكويكب الصغيرة، والتي يمكن ان يكون كل منها مدمراً مثل الكويكب الأكبر.
2-	يمكن أن يؤدي تفجير قنبلة ذرية عالية في الغلاف الجوي للأرض إلى تداعيات غير متوقعة.
3-	معاهدة الفضاء الخارجي هي معاهدة حرب باردة وقعت عام 1967 , الذي يحظر وضع اسلحة الدمار الشامل في الفضاء ويمنع بشكل فعال أي مجموعة بحثية من التحقق التجريبي من طريقة التأثير النووي.
ملاحظة:
```
يتم بالفعل اختبار الاستئصال بالليزر تجريبياً في المختبرات كوسيلة لانحراف الكويكبات.
وهناك خطط لبدء الاختبار في محطة الفضاء الدولية (ISS) وفي المدار الأرضي المنخفض. 
```

تجنب اصطدام الكويكب
يتم استخدام الاستئصال بالليزر قصير المفعول، للتحقق والاستكشاف من فعالية نبض الاشعة السينية الحرارية القوية التي تنبعث عند تفجير جهاز المتفجر النووي المواجه للكويكب
وأجريت التحقيقات لتحقيق هذه الغاية في عام 2015 من خلال الكشف عن شظايا النيزك المشتركة التي قدمها مختبر ساندي الوطني.
عملية استئصال ليزر الكويكب
1-	تركز مجموعة الليزر على الكويكب المستهدف.
2-	يسخن الليزر سطح الكويكب لدرجات حرارة عالية 3000 كلفن،2730 درجة مئوية، 4940 درجة فهرنهايت.
3-	تبدأ المواد الموجودة على سطح الكويكب في التسامي (التحولات الصخرية أو المعدنية من صلب إلى غاز)وتنطلق بعيداً عن الكويكب.
4-	ينص قانون نيوتن الثالث على أنه هناك رد فعل متساوي ومعاكس. عندما تصبح المادة غاز يتم دفعها بعيد عن الكويكب ولموجب قانون نيوتن الثالث فإنها تدفع ايضاً مرة أخرى إلى الكويكب بقوة متساوية تسمى قوة الدفع.
5-	ينص قانون نيوتن الثاني على انه القوة تساوي تسارع الكتلة، على الرغم من ان الدفع على الكويكب ضئيل بالمقارنة مع كتلة الكويكب، والا انه لموجب قانون نيوتن الثاني سيظل هناك بعض التسارع.
6-	بمرور الوقت يغير التسارع مساره الكويكب بشكل ملحوظ وبمجرد ازالة الكويكب في طريقه للتصادم مع الأرض يمكن ازالة الليزر.

## انظمة استئصال ليزر الكويكبات
هناك نوعان من انظمة استئصال ليزر الكويكبات:
المقترحة: نظام الوقوف ونظام التوقف، والفرق الرئيسي هو حجم وموضع مجموعة الليزر المستخدمة.
1-	النوع الأول
نظام الوقوف: يتكون هذا النظام من ليزر صغير يتم ارساله إلى الكويكب المستهدف وسيقتصر النظام على الكويكبات الصغيرة أو المتوسطة الحجم.
وبالنسبة للتهديد بإشعار قصير سيكون النظام القائم غير فعال نظراً للوقت المطلوب لبناء النظام وإرساله إلى الهدف.
سيكون هناك حاجة إلى نظام جديد لكل هدف. يمكن ان يكون النظام القائم على المدى القصير ميسور التكلفة ومجدياً ومع ذلك على المدى الطويل يكون النظام الأكبر القادر على تحريف الكويكبات من جميع الاحجام الأكثر عملية.
2-	النوع الثاني
نظام التوقف: هو مجموعة ليزر كبيرة يمكن ان تدور حول الأرض والقمر وسوف تتراوح من حجم محطة الفضاء الدولية (ISS) تقريباً إلى حوالي 10 مرات أكبر وسيكون النظام قادراً على تحريف أكبر الكويكبات التي يمكن ان يصل عرضها إلى مئات الكيلومترات ويمكن استهداف كويكبات متعددة في وقت واحد إذا لزم الأمر. وعلى الرغم من أن هذا النظام سيكون الأكثر فاعلية ضد مجموعة متنوعة من التهديدات، وحجمة وكلفته يجعله خياراً غير واقعي للمستقبل القريب. ومن المرجح ان يتطلب تنفيذها هذا النوع من النظام تعاون الحكومات والوكالات.
عوامل مهمة في نظام استئصال ليزر الكويكب
هناك العديد من العوامل التي تساهم في فعالية نظام استئصال ليزر الكويكب، وكان الباحثون ينظرون إلى قوة الليزر وكذلك شكل وتكوين الكويكب المستهدف الواحد من أهم العوامل.
1-	قوة الليزر: تتمثل ميزة الليزر الضعيف في انه يتطلب طاقة اقل لتشغيل الطاقة، ونتيجة لذلك يكلف اقل من الليزر عالي الطاقة وهنا تكمن فائدة الليزر القوي هو انه لا يعتمد على قدرتنا على توقع التأثيرات قبل سنوات فمن الصعب تتبع الكويكبات فبالتالي يصعب التنبؤ بالأثار فيضمن الليزر القوي حمايه أكبر.
2-	مصدر الطاقة: عادة ما تتطلب هذه الانظمة كميات كبيرة من الطاقة، بالنسبة للأنظمة الفضائية، قد يتطلب ذلك اما شكلا ما من أشكال الطاقة النووية، أو طاقة من قمر صناعي يعمل بالطاقة الفضائية ويتخيل العديد من مؤيدي الطاقة الشمسية المستندة إلى الفضاء. ان إحدى فوائد هذه البنية التحتية تشمل القدرة على تحويل الكويكبات والمذنبات تغير مسارها للاستغلال من تحريف الكويكبات وكذلك بالنسبة للدفع النجمي القائم على الشراع بالليزر.
3-	تكوين الكويكب: تختلف الكويكبات بشكل كبير في تكوينها وشكلها يمكن ان يتراوح تكوين الكويكب من المعدن بالكامل إلى الصخري تماماً إلى مزيج من الصخور والمعادن. يحب ان تؤخذ التركيبة في الاعتبار لان كل مادة تتصرف بشكل مختلف عند التخلص منها. وأظهرت التجارب الاولية في جامعة ستراشكلايد ان الاستئصال بالليزر يمكن ان يكون أكثر فعالية في الكويكبات المعدنية، بسبب الشكل الذي تصنعه مادة القذف
4-	شكل الكويكب: تم افتراض ان الكويكبات كروية. ومع ذلك في الواقع معظم الكويكبات غير منتظمة الشكل تتمثل إحدى الخطوات التالية للبحث في استئصال الليزر في محاكاة كيفية تأثير الدفع على مسار الكويكبات غير المنتظمة.